# Jerzy Henryk Skrabania
Jerzy Henryk Skrabania SVD (* 1957 in Wielowieś) ist ein polnischer Kirchenhistoriker.

## Leben
Seit 1979 ist er Mitglied der Steyler Missionare. Von 1980 bis 1982 studierte er Philosophie im SVD-Missionspriesterseminar in Pieniężno. Nach dem Studium der Katholischen Theologie an der Phil.-Theol. Hochschule St. Gabriel 1983–1987 wurde er 1987 zum Priester geweiht. Von 1988 bis 1991 war er Missionar auf den Philippinen. Das Promotionsstudium (1991–1997) im Fach Katholische Theologie an der Katholischen Universität Lublin schloss er 1997 als Doktor der Theologie (Kirchengeschichte) ab. Seit 1995 hält er Vorlesungen an SVD-Missionspriesterseminar in Nysa und Pieniężno. Von 1998 bis 2003 war er Direktor des SVD Verlags Verbinum in Warschau. Seit 2004 ist lehrt er als Dozent und seit 2010 als Professor Kirchengeschichte an der PTH St. Augustin. Seit 2006 Dozent für Kirchengeschichte II am Studienhaus St. Lambert. Seit 2011 ist er Mitglied des Vorstandes des Missionswissenschaftlichen Instituts St. Augustin. Als Direktor leitet er das Haus Völker und Kulturen in Sankt Augustin.
Seine Schwerpunkte sind Missionsgeschichte Asiens und Lateinamerikas.

## Schriften (Auswahl)
- Die Heilige Hedwig von Schlesien ihre Verehrung in Geschichte und Gegenwart. Maria Enzersdorf 1986, OCLC 613077046 (zugleich Diplomarbeit, Phil.-Theol. Hochschule St. Gabriel 1986).
- Misjonarze Werbiści a Kościół narodowy na Filipinach w latach 1909–1951 (= Materiały i Studia Księży Werbistów. Band 45). Verbinum Wydaw. Księży Werbistów, Warschau 2003, ISBN 8371922078.